# Le Renouard
Le Renouard település Franciaországban, Orne megyében. Lakosainak száma 203 fő (2022. január 1.). Le Renouard Les Champeaux, Crouttes, Écorches, Saint-Gervais-des-Sablons, Livarot-Pays-d'Auge és Saint-Pierre-en-Auge községekkel határos.

## Népesség
A település népességének változása:
| Lakosok száma | 188  | 193  | 205  | 202  | 202  | 203  | 204  | 203  | 203  |
|               | 2013 | 2015 | 2016 | 2017 | 2018 | 2019 | 2020 | 2021 | 2022 |